# Babylonokia
Babylonokia ou Babylon-Nokia est une œuvre d'art unique de Karl Weingärtner, créée en 2012.
L’œuvre à la forme d'une tablette d'argile pesant 91 grammes et mesurant environ 13,5 × 6,5 × 0,8 cm qui représente un téléphone mobile avec des signes d'écriture cunéiforme sur les touches alphanumériques et l'écran.
Tout d'abord publiée sur les réseaux sociaux, un tabloïd britannique, le Daily Express, publia la photo de l’œuvre sans citer la source, affirmant qu'il s'agissait d'un artefact du XIIIe siècle av. J.-C. Des sites conspirationnistes relayèrent l’affirmation, insinuant que l’œuvre, prétendument âgée de 800 ans, aurait été trouvée en Autriche. L'image devint un phénomène internet. Quelques journaux et agences de presse publièrent cette fausse information.

## Œuvre
Avec son œuvre, Weingärtner voulait attirer l'attention sur le développement et le problème du transfert de l'information, de l'Antiquité à nos jours.
Inspiré par une exposition du Musée de la communication de Berlin intitulée « Du cunéiforme au SMS - la communication autrefois et aujourd'hui », Weingärtner a réalisé l'empreinte d'un téléphone mobile dans de l'argile, et a ajouté des symboles en écriture cunéiforme. Il a réalisé cette œuvre pour attirer l'attention sur l'impact mondial des technologies de l'information et leurs effets négatifs,. L'écriture cunéiforme symbolise l'apparition de l'écriture.
Le fait que l'œuvre soit une copie en argile de ce qu'il semble être un téléphone mobile Sony Ericsson S868, un modèle des années 1990, n'avait aucune signification pour l'artiste, qui l'a plutôt utilisé comme une métaphore pour les appareils mobiles en général.

## Réception dans les médias
Weingärtner a posté une photo de l'œuvre sur Facebook et un commentateur Facebook a ensuite trouvé le nom Babylonokia.
Trois ans plus tard, la photo a été publiée sur le site internet du Conspiracy Club sous le titre « Un téléphone portable de 800 ans trouvé en Autriche ? ». Scott C. Waring, rédacteur en chef de UFO Daily, a affirmé que la photo était la preuve que les anciens astronautes avaient visité la Terre dans le passé. Le Daily Express, un tabloïd britannique, publia la photo sans citer la source, affirmant qu'il s'agissait d'un artefact du XIIIe siècle av. J.-C..
Certains représentants de pseudoarchéologie, ont interprété l'image du téléphone comme une découverte archéologique vieille de 800 ans.
Cette histoire a été publiée dans une vidéo sur la chaîne YouTube Paranormal Crucible et a conduit quelques journaux et agences de presse à publier cette fausse information.
Dans une interview au Huffington Post, Weingärtner déclara : « La photo a été utilisée à mon insu et sans mon consentement. [...] Ce n'est pas ce que je voulais. Je ne crois pas aux OVNI et je ne crois pas aux extraterrestres. ».